# 601 ق م
601 ق م أو 601 قبل الميلاد هي سنة من العقد 60 ق م في التقويم اليولياني البروليبتي (التقويم الميلادي). تسبقها سنة 602 ق م وتليها سنة 600 ق م.

## أحداث
- القرن 6 ق م

## مواليد
- كليومينس الأول
- ثسبيس
- لوكريشا
- بسماتيك الثالث
- نرغال شراصر
- ليونيداس
- ماردونيوس
- هيبياس الأثيني
- تاركوينيوس سوبربوس
- بلشاصر
- بارديا
- الإسكندر الأول المقدوني
- أناندا
- كليوبولوس
- بيسيستراتوس
- أمينتاس الأول المقدوني
- فيديبيدس
- ديماراتوس
- ألكمايون الكروتوني

## وفيات
- أشعياء
- دراكو
- تاناكويل
- أيروبوس الأول المقدوني
- قورش الأول
- فيليبوس الأول المقدوني
- بيريلوس
- أرينيس الليدية
- بلشاصر
- بارديا
- ألكيتاس الأول المقدوني
- دانيال
- أسبالتا
- كليوبولوس
- ساسروتا
- أستياجيس
- تومريس

## كتب
- Yves Denis Papin (1998). Chronologie de l'histoire ancienne. Lieu de publication non identifié: Éditions Jean-paul Gisserot. ISBN:2-87747-346-5. OCLC:40746926. مؤرشف من الأصل في 2022-03-16.
- أحمد محمد عوف (2000)، موسوعة حضارة العالم، QID:Q12246226

## وصلات خارجية
- صفحة السنة على موقع onthisday.com
- سنة 601 ق م على موقع المكتبة الوطنية الفرنسية